# Nicolas Colombel
Nicolas Colombel (n. 1644, Sotteville-lès-Rouen, Haute-Normandie, Franța – d. 27 mai 1717, Paris, Regatul Franței) a fost un pictor francez, foarte influențat de Poussin.

## Biografie
Colombel s-a născut la Sotteville, lângă Rouen, în jurul anului 1644. A plecat la Roma când era destul de tânăr și a rămas acolo până în 1692, formându-și stilul printr-un studiu al operelor lui Rafael și Nicolas Poussin. Picturile sale au avut un succes considerabil, dar majoritatea criticilor ulteriori l-au respins ca un simplu imitator al lui Poussin.
A fost admis în Academia Sf. Luca de la Roma în 1686, iar în 1694 în cea de la Paris. Luvru deține pictura Marte și Rhea Sylvia, pe care le-a pictat pentru primirea sa la Academie, și o lucrare reprezentând Sfântul Iachint salvând statuia Fecioarei de dușmanii numelui lui Hristos. A fost angajat de Ludovic al XIV-lea atât la Versailles, cât și la Meudon. Multe dintre lucrările sale au fost gravate de Dufloc și de Michel Dossier. A murit la Paris în 1717.